# MySims Party
MySims Party — видеоигра, разработанная и изданная компанией Electronic Arts как спин-офф к играм серии The Sims. Игра реализована для Nintendo DS и Wii в 2009 году. Это третья по счёту игра в серии MySims. Данная игра содержит в себе около пятидесяти мини-игр в которые можно играть вместе, до 4 игроков на игру. Игра была выпущена 10 марта 2009 года в Северной Америке.

## Игровой процесс

### Wii версия
Версия для Wii предполагает жанровый отход как от MySims, так и серии The Sims в целом. Игрок создаёт персонажа и попадает в захудалый городок, его задача заключается в том, чтобы вернуть месту былую славу и привлечь новых жителей. Для этого он должен принимать участие в различных фестивалях и побеждать. MySims Party предлагает множество мини-игр, где игрок может собирать очки, на которые в свою очередь можно привлечь новых персонажей и приобретать памятники. По мере роста населения города, игра открывает доступ к новым локациям.
Игрок может общаться с гражданами, а также изменять внешность сима с помощью различных аксессуаров. В отличие от других игр франшизы The Sims, у управляемого сима нет потребностей или желаний. В режиме мини-игры управление осуществляется только с помощью пульта Wii Remote, его также можно использовать для перемещения по городу. 

### Nintendo DS версия
Версия для DS в целом аналогична Wii — игрок восстанавливает городок и привлекает в него жителей, играя в мини-игры. Данная версия поддерживает функции сенсорного экрана и микрофона. Сенсорный экран используется для разговоров и передвижения, а также для размещения и перемещения домов или предметов мебели. Остальные кнопки позволяют управлять определенными задачами, такими как фотосъемка или начало разговора.

## Рейтинг
| Сводный рейтинг    | Сводный рейтинг                |
| Агрегатор          | Оценка                         |
| ------------------ | ------------------------------ |
| GameRankings       | 55,08 % (Wii) 66 % (DS)        |
| Иноязычные издания |                                |
| Издание            | Оценка                         |
| Game Informer      | 6 из 10 (Wii)                  |
| IGN                | 6,0/10 (Wii) 6,4/10 (DS)       |
| ONM                | 61 из 100 (Wii)                |
| NGamer             | 55 из 100 (Wii) 60 из 100 (DS) |

Игра получила смешанные отзывы среди критиков. Комментарии для DS версии, как правило, более позитивные. Wii версия, получает большие нарекания, в частности, связанные с управлением. В IGN отметили говорит «С хорошей стороны, мини-игры серии MySims предлагают простое развлечение для детей. С худшей стороны, стоит отметить плохо реализованную возможность управления». Тем не менее, в IGN высоко оценили режим совместной игры в MySims Party.